# 田中勝行
田中 勝行（たなか かつゆき、生年不詳 - 天保15年8月12日〈1844年9月23日〉）は、江戸時代の旗本。通称は市郎右衛門。初代羽田奉行。浦賀奉行。

## 生涯
父・田中勝豊の次男として江戸に生まれる。長男・義暁が早生したため田中家の家督を継ぐ。天保13年（1842年）12月24日西丸小姓組から初代羽田奉行となった後、天保15年（1844年）5月24日浦賀奉行となる。同年8月12日浦賀にて没。禄高1,062石。屋敷は大塚の旗本屋敷。家紋は横木瓜紋。

## 系譜
清和源氏新田氏流里見田中氏の流れを汲み、三河国加茂郡菅生村を発祥の地とする田中氏の後裔。松平親忠の代から代々松平家、徳川家に仕えたことから、徳川家の家臣団の中でも最古参のひとつに数えられる家柄で、祖父・田中勝芳は徳川御三卿・一橋家の家老を務めるなど代々幕府の要職を歴任した。